# Estadio Xambá
El Estadio Xambá Sololá 94 ubicado en uno de los departamentos más fríos  Sololá en el occidente del país, el nombre proviene del vocablo kakchiquel que significa lugar de adobes o ladrillos.
Posee una capacidad de 3,500 aficionados es la casa del equipo departamental el Sololá FC.